# کونکا دلا کامپانیا
کونکا دلا کامپانیا (به ایتالیایی: Conca della Campania) یک کومونه در ایتالیا است که در استان کسرتا واقع شده‌است.

## خصوصیات
کونکا دلا کامپانیا ۲۶٫۶ کیلومترمربع مساحت و ۱٬۳۸۵ نفر جمعیت دارد و ۴۲۰ متر بالاتر از سطح دریا واقع شده‌است.